# 氷山のごとく
『氷山のごとく』は、1980年10月11日から1981年3月28日にフジテレビ系列の「ゴールデンドラマシリーズ」枠で放送された日本のテレビドラマ。同枠（現在の「フジテレビ土曜22時枠番組」）の最終作。

## 概要
1922年、北海道小樽から名古屋の繊維問屋へ奉公に上がった主人公・輪吉（志垣太郎）が持ち前の才覚と根性で大商人になるまでを描く商魂ドラマ。
「根性ものでヒットを飛ばし続けてきた花登筐の原作・脚本。東京制作が大半を占めるのがテレビドラマの現状だが、今作は東海テレビ制作。名古屋が舞台で、名古屋弁が売りもの。第1話の視聴率は関東で7.4％だったのに、中京地区では22%と高かった。繊維問屋・丸幸商店の主人、幸一郎（高田次郎）は易にこって、北の方角から小僧を雇い入れたいという。出入りの行商人、安森（岸部シロー）が、北海道小樽の少年、輪助（子役）を世話する。全22話。
名古屋の繊維商社「丹羽幸」の創業者である丹羽幸一郎が主人公のモデルで、「丹羽幸」の二代目社長である丹羽吉雄が花登筐と大学の同級生だったことから資料を提供して本作の企画がなされた。

## 出演者
- 輪吉（主人公） - 志垣太郎（少年期：平田雄嗣）
- 藤真利子
- 安森（行商人） - 岸部シロー
- 森昌子
- 丹阿弥谷津子
- 松村達雄
- 樋口可南子
- 野川由美子
- 幸一郎（繊維問屋「丸幸商店」の主人） - 髙田次郎
- 仲真貴
- 月丘千秋
- 神山繁
- 多々良純
- 大石吾朗
- 住吉道博
- 石井均
- 三波豊和
- 藤岡琢也
- 山田昌
- 斉川一夫
- 金子吉延
- ナレーター - 三國一朗

## 放送日程
|        | 放送日         | サブタイトル       |
| ------ | -------------- | ------------------ |
| 第1話  | 1980年10月11日 | やっとかめだわなも |
| 第2話  | 10月18日       | どう…あい          |
| 第3話  | 10月25日       | ごっさま           |
| 第4話  | 11月1日        | だちゃかん         |
| 第5話  | 11月15日       | とろくさい         |
| 第6話  | 11月22日       | おぜえもんだ       |
| 第7話  | 11月29日       | ええころはちべえ   |
| 第8話  | 12月6日        | ねっちもこっちも   |
| 第9話  | 12月13日       | どっちでゃあも     |
| 第10話 | 12月20日       | （なし）           |
| 第11話 | 12月27日       | （なし）           |
| 第12話 | 1981年1月10日  | （なし）           |
| 第13話 | 1月17日        | （なし）           |
| 第14話 | 1月24日        | （なし）           |
| 第15話 | 1月31日        | （なし）           |
| 第16話 | 2月7日         | （なし）           |
| 第17話 | 2月14日        | （なし）           |
| 第18話 | 2月21日        | （なし）           |
| 第19話 | 2月28日        | （なし）           |
| 第20話 | 3月14日        | （なし）           |
| 第21話 | 3月21日        | （なし）           |
| 最終話 | 3月28日        | （なし）           |

- 1980年11月8日はドラマスペシャル『スペイン子連れ留学』（21:02 - 22:48。21:00 - 21:02は『番組告知』）、各局別ミニ番組（関東地区は『くいしん坊!万才』。54分繰り下げて22:48 - 22:54）放送のため番組休止[2]。
- 1981年1月3日はドラマスペシャル『和宮様御留』（21:02 - 23:48。21:00 - 21:02は『番宣番組』）放送のため番組休止[3]。
- 1981年3月7日はドキュメンタリー・ドラマ『侵略・プラハの悲劇』（22:00 - 23:24）放送のため番組休止[4]。

## スタッフ
- 原作・脚本 - 花登筺
- 演出 - 平松敏男、山像信夫、逢坂勉（KTV）
- 制作 - 東宝、THK（東海テレビ放送）